# 二氯卡宾
二氯卡賓（英语：dichloromethylidene，化學式{\displaystyle {\ce {CCl2}}}）是一種有機化學中常見的活性中間體,屬於卡賓的一種。二氯卡宾尚未被单独分离得到，但仍是有机化学中重要的活性中间体。二氯卡宾含有電中性的二价碳，其穩定性高於亞甲基卡賓、二溴卡賓等取代亚甲基卡賓，但不如碳正离子、自由基等活性中间体稳定。

## 製備
二氯卡賓通常由氯仿和鹼（如氫氧化鈉、氫氧化鉀和叔丁醇鉀）的α-消除反應製備而成。具体機理為，多卤代烷如氯仿中的氫被鹼奪取，形成負離子，負離子再失去氯離子而形成二氯卡賓。

 

相轉移催化劑可以促進這個反應，如在苄基三乙基溴化銨的作用下，氯仿和鹼在水相-有機相界面反應，然后有機相中的负离子被季铵盐正离子解脱，并在有機相分解成二氯卡賓与氯代四级铵。生成的卡賓可立即在有機相中與有機化合物反應。
二氯卡宾也可以通过三氯乙酸制备。機理為三氯乙酸脫去質子，生成三氯乙酸根負離子，在加熱條件下可以脫羧，再失去氯離子，生成二氯卡賓。
苯基(三氯甲基)汞熱分解可以得到二氯卡賓。
{\displaystyle {\ce {Ph HgC Cl3 -> C Cl2 + Ph Hg Cl}}}
3,3-二氯双吖丙啶（dichlorodiazirine）在黑暗中稳定，光解生成二氯卡賓和氮氣，可以由苯酚制备：
| Dichlorocarbene from dichlorodiazirine |
| 由3,3-二氯双吖丙啶製備二氯卡賓         |

四氯化碳和鎂可以用超声波的方式脫去氯而製得二氯卡賓 ，此方法的好處是不需要用到強鹼，不會影響到酯等其他官能團。

## 反應

### 與烯烴的反應
二氯卡賓可以與烯烴發生環加成反應，生成偕二鹵代環丙烷（或其衍生物），反應是順式加成：
偕二鹵代環丙烷（或其衍生物）可以被還原爲相應的環丙烷（或其衍生物），也可以水解成環丙酮（或其衍生物）,在Skattebøl重排反應之中，偕二鹵代環丙烷在有機鋰試劑的處理下，可以轉變爲丙二烯。

### 与酚的反应
二氯卡宾可以与酚类和氯仿在强碱水溶液中反应，在其邻位引入一个醛基，例如,苯酚合成水杨醛：

### 与胺的反应
二氯卡賓可以与伯胺和氯仿在强碱水溶液中反應，在催化量的相轉移催化劑的存在下，生成異腈。以叔丁基異腈的合成作例子：
{\displaystyle {\ce {Me3CNH2 + CHCl3 + 3 NaOH -> Me3CNC + 3 NaCl + 3 H2O}}}
反應機理如下：

## 历史
二氯卡宾在1862年就被作为一种活性中间体由Anton Geuther发现，他将氯仿的结构认为是CCl2.HCl。在1950年，Jack Hine在研究四氯化碳碱性水解的过程中重新研究了二氯卡宾。威廉·冯·艾格斯多林在1954年报告了由氯仿制备二氯卡宾的过程及其在合成中的应用。